# Pentax Z-10
Pentax «Z-10» (В США известен под названием «PZ-10») — малоформатный однообъективный зеркальный фотоаппарат с автофокусом, производившийся с 1991 до 1995 года в чёрном исполнении.

## Основные характеристики
- Режимы: M (ручной), P (режим программной линии) и HyM
- Встроенный экспонометр.
- Экспокоррекция ±3 EV с шагом — 1/2 EV.
- Блокировка экспозиции отсутствует.
- Автоспуск — 12 сек.
- Электронный затвор из металлических шторок с вертикальным ходом 30 — 1/2000 сек, В.
- Питание 6 Вольт 2CR5.
- Встроенный моторный привод протяжки плёнки без возможности серийной съемки.
- Нет отображения выдержки и положения диафрагмы в видоискателе[2].
- ЖКИ-дисплей над видоискателем.
- Функция PowerZoom.

## Совместимость
«Z-10» может работать с любыми объективами Pentax. Необходимо учесть лишь несколько нюансов:
- существуют объективы рассчитанные для использования с APS-C-камерами. Такие объективы дадут сильнейшее виньетирование;
- с объективами оснащёнными креплением KAF3 и KF не будет работать автофокус. Подтверждение фокусировки работать будет.